# Arboretum de las Naciones Amigas de la República Dominicana
El Arboretum de las Naciones Amigas de la República Dominicana es un Arboreto que se encuentra en el Distrito Nacional, de República Dominicana.

## Historia
El viernes 22 de abril del 2005 y con motivo del Día Mundial de la Tierra, la Cancillería dio por iniciado el “Arboretum de las Naciones Amigas de la República Dominicana”, en el Mirador Sur, donde jefes de 27 delegaciones diplomáticas acreditadas en República Dominicana sembraron especies endémicas y nativas en los terrenos para ellos preparados.
El Arboretum está organizado y administrado por la Sección de Ciencia, Tecnología y Medio Ambiente de la Cancillería, que dirige la embajadora Venecia Álvarez y el Ayuntamiento del Distrito Nacional.
El Ayuntamiento del Distrito Nacional informó que además el arboreto servirá como banco de semillas a partir del cual sustituirá la mayoría de los árboles de la ciudad de Santo Domingo hasta cambiar la floresta urbana por especies endémicas que no dañen las aceras, no entorpezcan el cableado de las empresas de servicio y armonicen con el diseño ornamental.

## Colecciones
Entre las especies sembradas se encuentran caoba, ceiba, coníferas,  diversas especies de palmas y robles